# Schismadillo spinosus
Schismadillo spinosus är en kräftdjursart som först beskrevs av Lewis1992.  Schismadillo spinosus ingår i släktet Schismadillo och familjen Armadillidae. Inga underarter finns listade i Catalogue of Life.